# Thomas Moule
Pour les articles homonymes, voir Moule.
Thomas Moule (1784 - janvier 1851) est un antiquaire, écrivain spécialisé en héraldique et cartographe anglais. Il est surtout connu pour ses cartes populaires et richement décorées des comtés d'Angleterre, gravées sur acier et d'abord publiées séparément entre 1830 et 1832.
Moule naît dans le quartier de Marylebone à Londres. Il vend des livres dans Duke Street, place Grosvenor Square, de 1816 à 1822. Plus tard, il devient inspecteur des « lettres aveugles » (aux adresses illisibles) au General Post Office. Il meurt à sa résidence située dans le palais de St.James, à laquelle il a droit en tant que gardien de la Chambre au département du Lord Chambellan.

## Ouvrages
- Bibliotheca heraldica Magnæ Britanniae, 1822
- Westall. Great Britain Illustrated, 1830 (texte)
- Moule, Thomas & Westall, William. The landscape album, or, Great Britain Illustrated in a series of sixty views, London : Charles Tilt, 1832.
- Westall. The Illustrations of the Work of Walter Scott, 1834 (texte)
- Winkles. Cathedral Churches, 1836 (texte)
- Benjamin Winkles. Continental Cathedrals, (Charles Tilt, 1836) - texte de Moule.
- The English Counties delineated; or, a topographical description of England, 1837